# Arrondissement de Gumbinnen

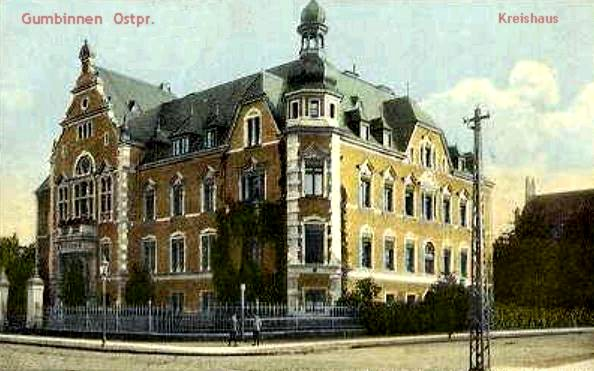
Siège du conseil d'arrondissement de Gumbinnen avant 1914

1818–1945
Entités précédentes :
- Royaume de Prusse

Entités suivantes :
- RSFS de Russie

L'arrondissement de Gumbinnen (Landkreis Gumbinnen) est une entité territoriale administrative qui exista en province de Prusse-Orientale de 1818 à 1945. Elle faisait partie du district de Gumbinnen à l'est de la province, et son chef-lieu était la ville de Gumbinnen.

## Composition
- Ville de Gumbinnen, seule localité de plus de 2 000 habitants
- 156 villages de moins de 2 000 habitants
- 2 anciens domaines seigneuriaux

## Démographie
- 1871: 46 573 habitants
- 1885: 47 848 habitants
- 1933: 51 147 habitants
- 1939: 55 243 habitants

## Histoire administrative

### Administrateurs de l'arrondissement
- 1818–184000Aemil von Lyncker (de)
- 1841–188900Carl Burchard (de)
- 1889–189300Franz Burchard (de)
- 1893–189900Hermann Kreth (de)
- 1899–190800Bernd von Lüdinghausen-Wolff (de)
- 1908–191500Marcell Sylvester
- 1915–191900Friedrich Penner
- 1919–192000Eugen Simon (de)[1]
- 19200000000Roß
- 1921–194500Roderich Walther (de)[2]